# Jastrzębia Stara
Jastrzębia Stara (dawn. Jastrzębia) – wieś w Polsce położona w województwie mazowieckim, w powiecie grójeckim, w gminie Mogielnica.
W latach 1975–1998 miejscowość administracyjnie należała do województwa radomskiego. 
Na terenie wsi znajduje się zabytkowy dworek z XIX wieku. Około 1 km na południowy zachód od wsi znajduje się dawny przystanek kolejowy Jastrzębia na linii Kolei Grójeckiej, który od 1920 do 1988 roku obsługiwał rozkładowy ruch pasażerski.
Do 1954 część gromady Jastrzębia (kolonia i parcela) w gminie Rykały w  powiecie grójeckim w woj. warszawskim. W 1954 odłączona od Jastrzębi i włączona do gromady Rykały, którą w 1956 roku włączono do powiatu białobrzeskiego w woj. kieleckim. Gromadę Rykały zniesiono 1 stycznia 1969, a jej obszar włączono do gromady Przybyszew. Wraz z reformą w 1973 Jastrzębia (Stara) ustanowiła sołectwo w gminie Promna w powiecie białobrzeskim w woj. kieleckim. 
W latach 1975–1998 miejscowość należała administracyjnie do województwa radomskiego. 1 kwietnia 1983 odłączona od gminy Promna i włączona do gminy Mogielnica w woj. radomskim.